# Gelligaer
Gelligaer est ville et une communauté du sud du pays de Galles. Elle est située dans le county borough de Caerphilly.

## Démographie
Selon le recensement de 2011, sa population était de 18 408 habitants.